# Katedra Najświętszej Marii Panny w Tokio
Katedra Najświętszej Marii Panny w Tokio (jap. 東京カテドラル聖マリア大聖堂 Tōkyō Katedoraru Sei Maria Daiseidō) – siedziba arcybiskupia Kościoła rzymskokatolickiego w Tokio. Położona w dzielnicy Bunkyō Tokio.
Oryginalny budynek z 1899 roku zbudowany z drewna w stylu neogotyckim spalił się podczas II wojny światowej. Dzisiejszy kościół został zaprojektowany w 1955 roku przez Kenzō Tange. Zbudowany w 1964 roku przy współpracy kolońskiego architekta diecezjalnego Wilhelma Schlombsa i finansowemu wsparciu archidiecezji w Kolonii.
Wysoka na blisko 40 m żelbetowa konstrukcja o unikatowej formie i całkowicie pokryta stalą nierdzewną przyciąga wielu turystów.

## Galeria

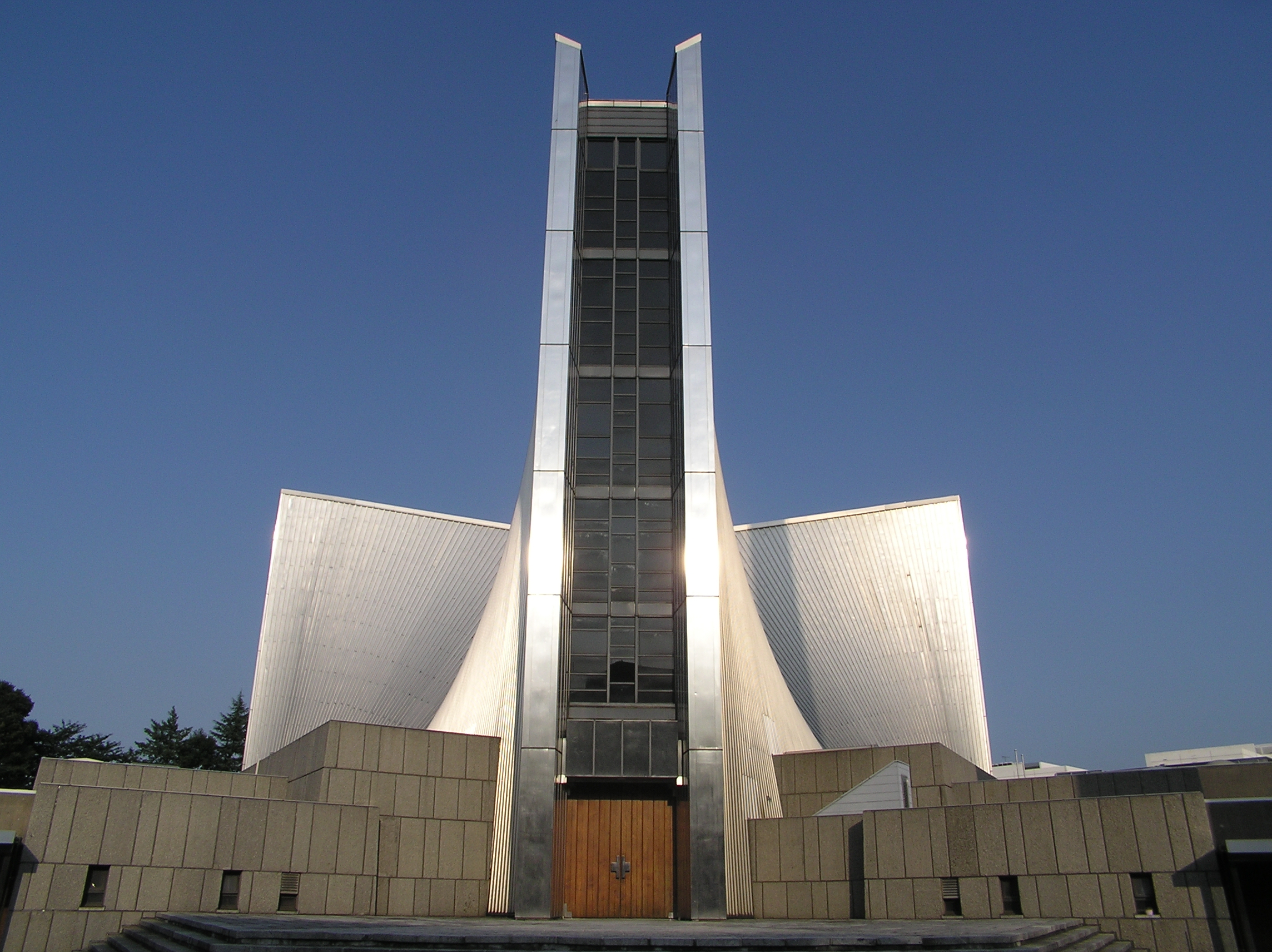
Widok en face
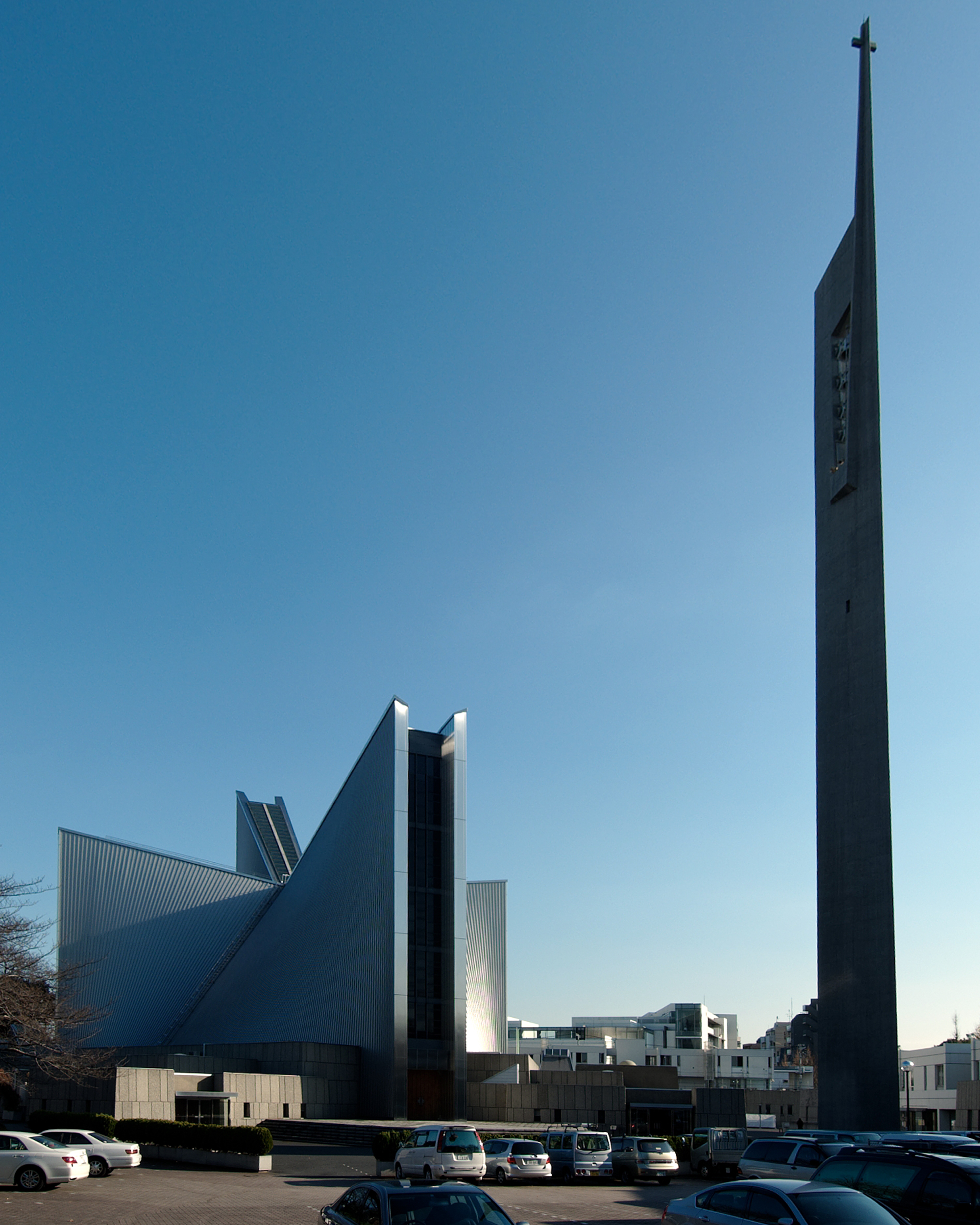
Katedra z wieżą
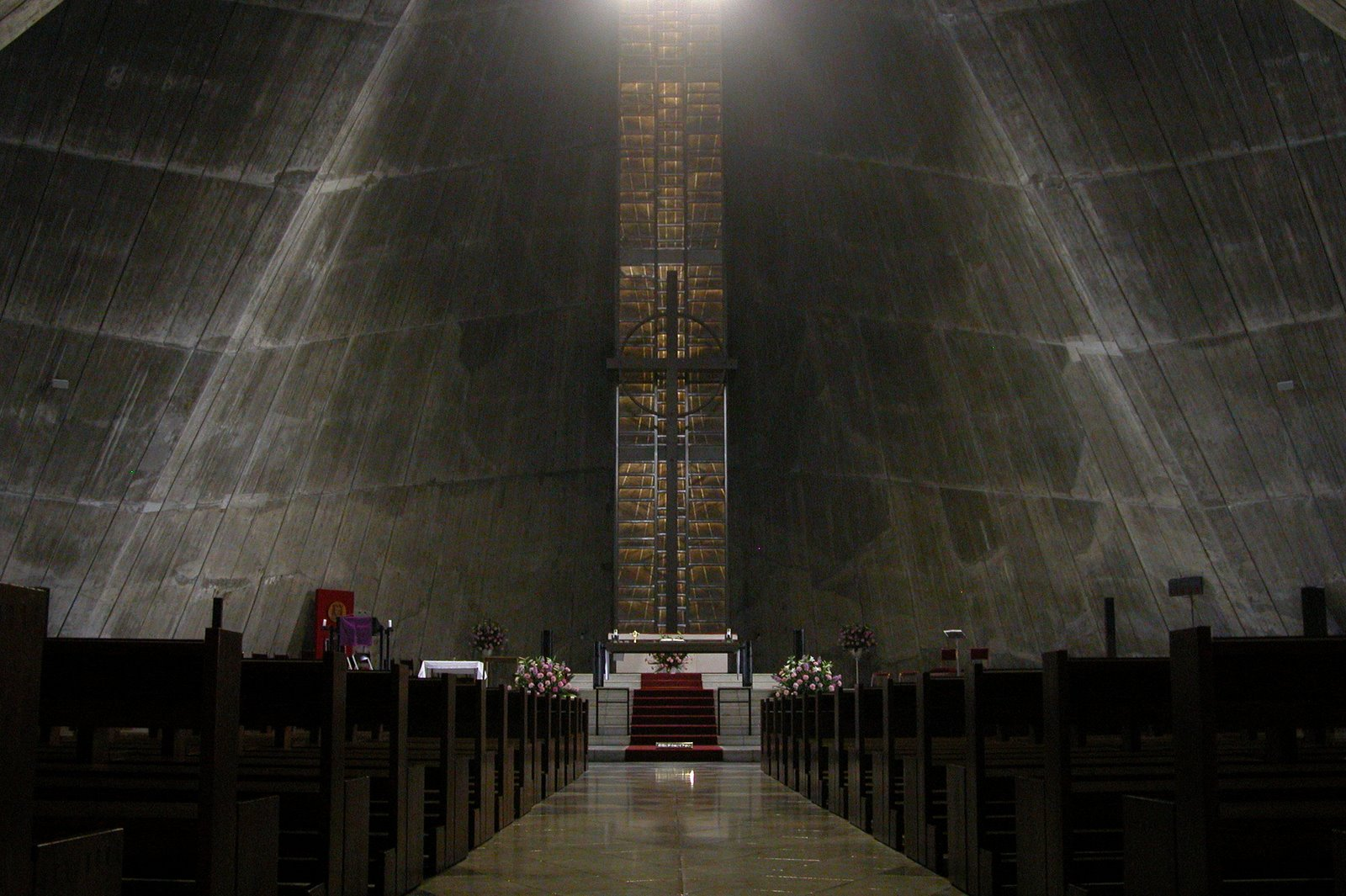
Wnętrze
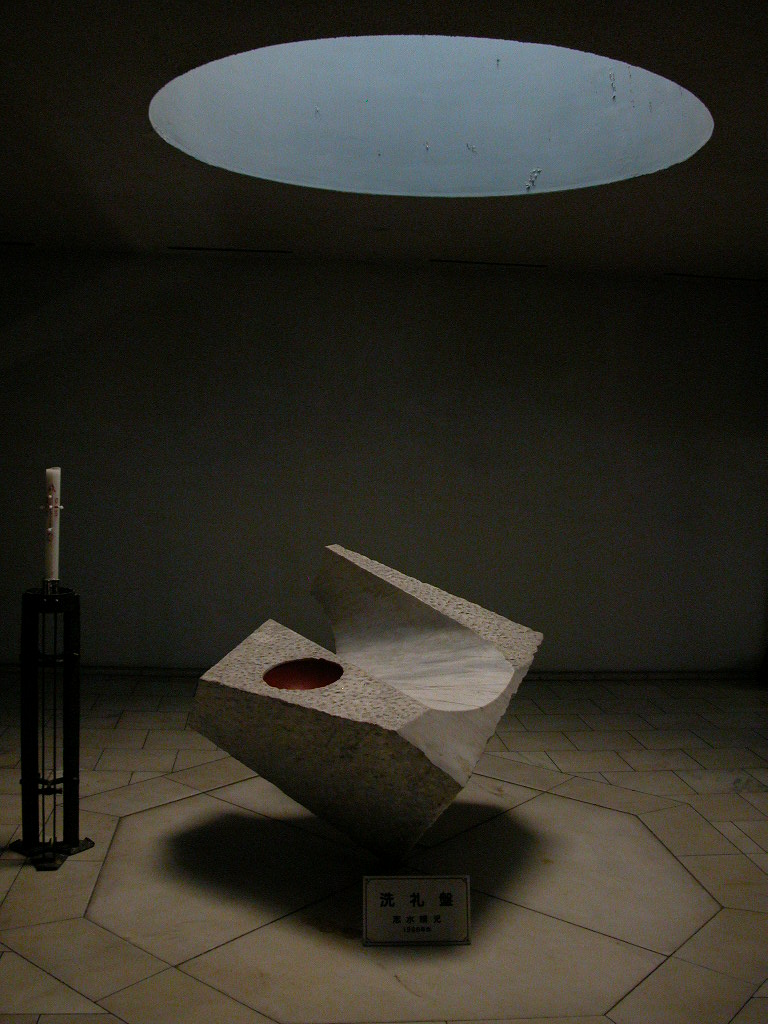
Chrzcielnica